# 楡原 (富山市)
楡原（にれはら）は、富山県富山市の町名である。旧細入村の中心地であり、細入村役場(現細入中核型地区センター)が所在している。

## 概要
旧細入村の中では平地の大きさも人口も最大であり、細入村の商業・行政の中心地になっていた。
楡原地区周辺は盆地状の地形をしている。

## 地質
楡原層という比較的軟弱な地層をしている。神通川の侵食に弱かったことが、楡原周辺の盆地形成要因となったとみられる。

## 地理
- 河川 神通川

## 歴史
- 1889年（明治22年）4月1日 - 町村制施行に伴い楡原村と婦負郡庵谷村、笹津村、岩稲村、割山村、片掛村、猪谷村、蟹寺村、加賀沢村が合併し、細入村が発足。
- 2005年（平成17年）4月1日 - （旧）富山市、上新川郡大沢野町・大山町、婦負郡婦中町・八尾町・山田村と合併し、富山市を新設して消滅。

## 観光
- 神通峡温泉 - 廃業した炭酸水素塩泉の温泉。
- 観光橋 - 水力発電所建設記念に北陸電力が出資して建設された赤い橋。

## 施設
- 細入中核型地区センター
- ENEOS楡原SS
- 富山市立楡原中学校

## 交通
- 高山本線の楡原駅で下車。

## 参考出典
『富山県の地名』平凡社